# چارلز لوین
چارلز لِـوین (انگلیسی: Charles Levin؛ زادهٔ ۱۲ مارس ۱۹۴۹) بازیگر اهل ایالات متحده آمریکا است.
از فیلم‌ها یا مجموعه‌های تلویزیونی که وی در آن‌ها نقش داشته است، می‌توان به منهتن، آلیس و خانواده فوری اشاره نمود.